# Abura/Asebu/Kwamankese
Abura/Asebu/Kwamankese är ett distrikt i Ghana.   Det ligger i regionen Centralregionen, i den södra delen av landet, 110 km väster om huvudstaden Accra. Antalet invånare är 94 875. Arean är 324 kvadratkilometer.
Terrängen i Abura/Asebu/Kwamankese är platt.